# Ror Wolf
Pour les articles homonymes, voir Wolf.
Ror Wolf, né Richard Georg Wolf le 29 juin 1932 à Saalfeld/Saale, en Thuringe, (Allemagne) et mort le 17 février 2020 à Mayence (Allemagne), est un écrivain, poète et artiste allemand qui a également publié sous le pseudonyme de Raoul Tranchirer. Il a écrit des pièces audio, des romans et des poèmes et réalisé des collages,,.

## Biographie
Né Richard Georg Wolf à Saalfeld, en Thuringe, il grandit sans son père, enrôlé dans l'armée quand le garçon avait six ans, et qui ne revient que dix ans plus tard. L'enfant apprécie la bibliothèque de son père, lisant les livres de Wilhelm Busch à un âge précoce. Après la Seconde Guerre mondiale, le magasin de chaussures de la famille est exproprié et sa mère emprisonnée pendant un an qu'il passe seul, à l'âge de 14 à 15 ans. Après son Abitur en 1951, il demande en vain de pouvoir étudier. Il travaille pendant deux ans dans le bâtiment, puis, après que sa demande soit à nouveau rejetée, il quitte la République démocratique allemande en juillet 1953 pour l'Ouest. Il vit d'abord à Stuttgart, gagnant sa vie comme ouvrier non qualifié pendant un an. Il étudie ensuite la littérature, les études sociales et la philosophie à l'université de Francfort avec Theodor W. Adorno, Walter Höllerer et Max Horkheimer. Il publie bientôt de la prose, de la poésie, des collages et des critiques de littérature, de théâtre et de jazz dans le journal étudiant Diskus,. Son nom d'artiste ("Ror") combine des lettres de ses prénoms. Il développe son pseudonyme ("Tranchirer") en écrivant son prénom "Richard" à l'envers. Wolf poursuit ses études à Hambourg en 1958, et obtient son diplôme à Francfort en 1961.
Wolf est rédacteur en chef adjoint pour la littérature pour la Hessischer Rundfunk pendant deux ans. Il travaille en indépendant à partir de 1963. Son premier roman paraît en 1964, influencé par Franz Kafka. Sa première pièce audio est diffusée en 1971. Ses pièces audio se concentrent souvent sur le football. La pièce audio Leben und Tod des Kornettisten Bix Beiderbecke aus Nord-Amerika, sur la vie et la mort du cornettiste de jazz Bix Beiderbecke, reçoit le Hörspielpreis der Kriegsblinden en 1988. La pièce audio de 2007 Raoul Tranchirers Bemerkungen über die Stille (Commentaires de Raoul Tranchirer sur le silence) reçoit le prix « Pièce radiophonique de l'année » de l'Académie allemande des arts du spectacle.
Après avoir déménagé 34 fois, Wolf s'installe à Mayence pour les trente dernières années de sa vie,. Il y meurt le 17 février 2020,.
Les textes de Wolf commencent souvent dans des situations simples de la vie quotidienne, passant brusquement au grotesque dans une combinaison d'aspects comiques et horribles. Il a travaillé en dernier lieu sur une autobiographie sous forme de collage. Ses travaux sont publiés par Schöffling & Co. (de),.

## Récompenses et distinctions
Ror Wolf a reçu de nombreux prix pour sa poésie, dont le Prix Friedrich Hölderlin en 2008, le Prix littéraire de Cassel 2004, le Georg-K.-Glaser-Preis (de) de Rhénanie-Palatinat et le SWR, le prix Günter Eich à Leipzig en 2015, le prix commémoratif Schiller du Ministerium für Kultus, Jugend und Sport Baden-Württemberg (de) dans le Bade-Wurtemberg en 2016, et le Rainer-Malkowski-Preis en 2018.